# Chinchilla domestique
Pour les articles homonymes, voir Chinchilla (homonymie).
Hybride
Parent A de l'hybridation 
  Chinchilla lanigera 
×

Parent B de l'hybridation 
  Chinchilla brevicaudata 
Le chinchilla domestique (Chinchilla lanigera × Chinchilla brevicaudata) est un rongeur nocturne de taille moyenne, de la famille des Chinchillidés, originaire de la cordillère des Andes et vivant uniquement en captivité. Issu principalement de l'espèce sauvage Chinchilla lanigera, il a été très probablement hybridé dans une moindre proportion avec l'autre espèce sauvage, Chinchilla brevicaudata, encore plus rare car quasiment décimée pour sa fourrure au début du XXe siècle. Élevé en captivité avec succès depuis 1923, il a été sélectionné avant tout pour sa fourrure dense et soyeuse mais ce chinchilla domestique fait aussi partie depuis une quinzaine d'années des nouveaux animaux de compagnie (NAC). Contrairement aux espèces protégées sauvages, il n'est pas en voie de disparition. C'est le chinchilla le plus connu des fourreurs, des laboratoires et du grand public.

## Nomenclature et systématique
Le chinchilla domestique est un animal hybride issu selon certains auteurs du croisement du Chinchilla lanigera et du Chinchilla brevicaudata, obtenu en captivité. Bien qu'il soit incapable de survivre à la vie sauvage, le chinchilla d'élevage n'est pas reconnu comme une espèce distincte par les classifications classiques.
Souvent appelé Chinchilla laniger par les éleveurs et les biologistes, il est alors assimilé au Chinchilla lanigera, son ancêtre sauvage (Walker, 1968), mais dans le langage courant le mot « chinchilla » désigne indifféremment le genre, l’espèce domestique et la fourrure de l'animal.

## Description
Certains chinchillas domestiques sont encore assez proches des espèces sauvages mais d'autres, sélectionnés pour améliorer la qualité ou la couleur de leur fourrure, en diffèrent beaucoup plus, comme certaines variétés de chinchillas à queue plus ou moins longue mais avec un corps massif et une fourrure épaisse de coloris divers.

### Morphologie
Vu de loin le chinchilla ressemble à un lapin domestique nain avec une queue d'écureuil.

Détails anatomiques sur un chinchilla domestique gris standard mâle adulte
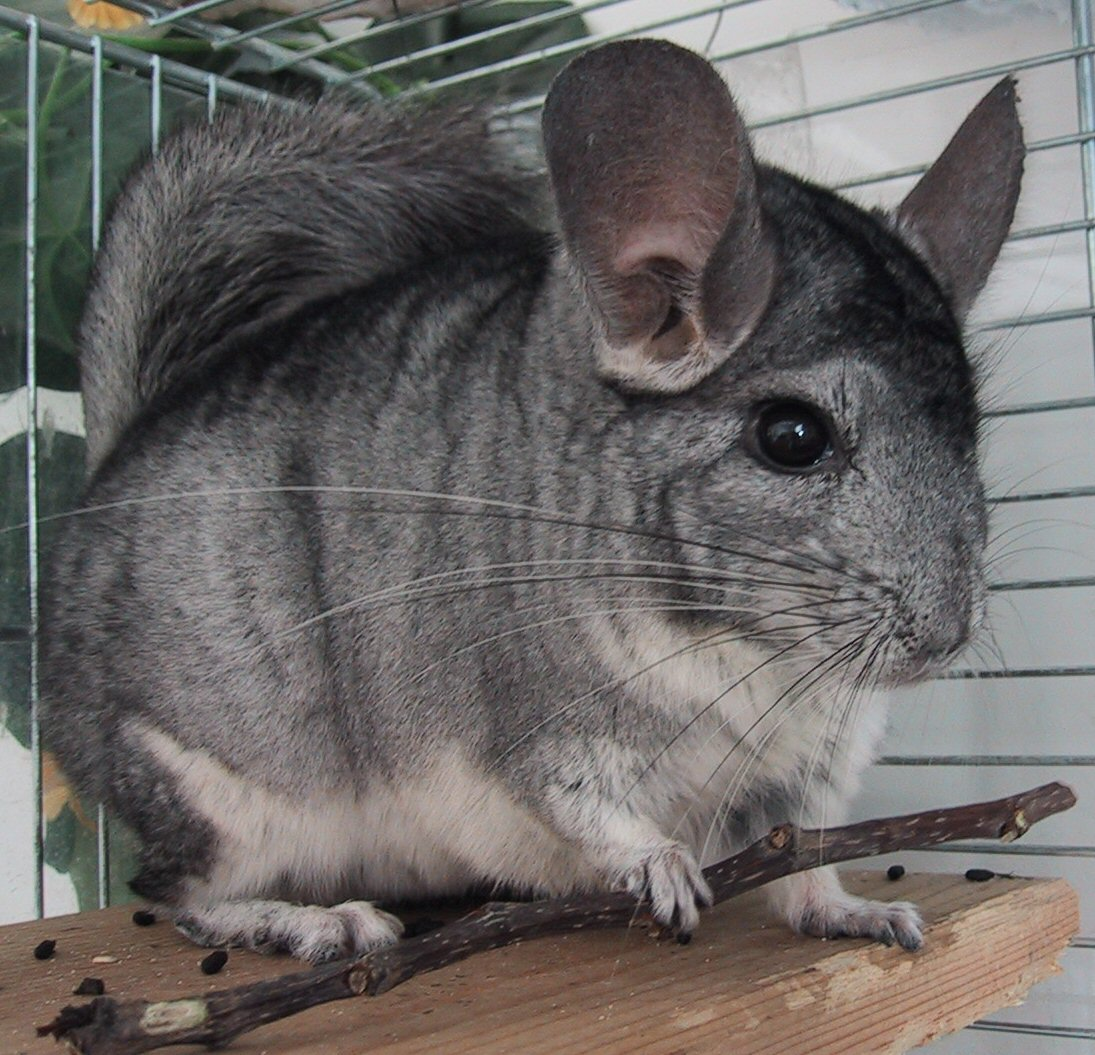
Vue d'ensemble et déjections
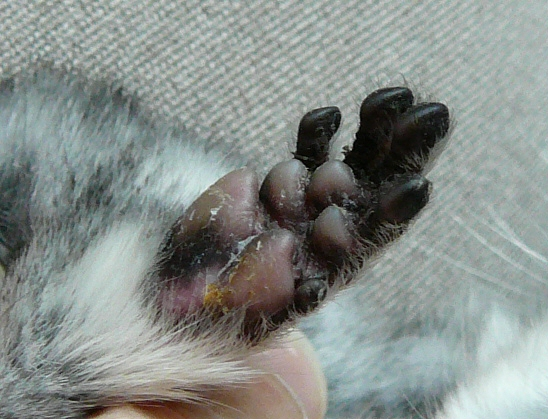
Surface plantaire de la patte avant
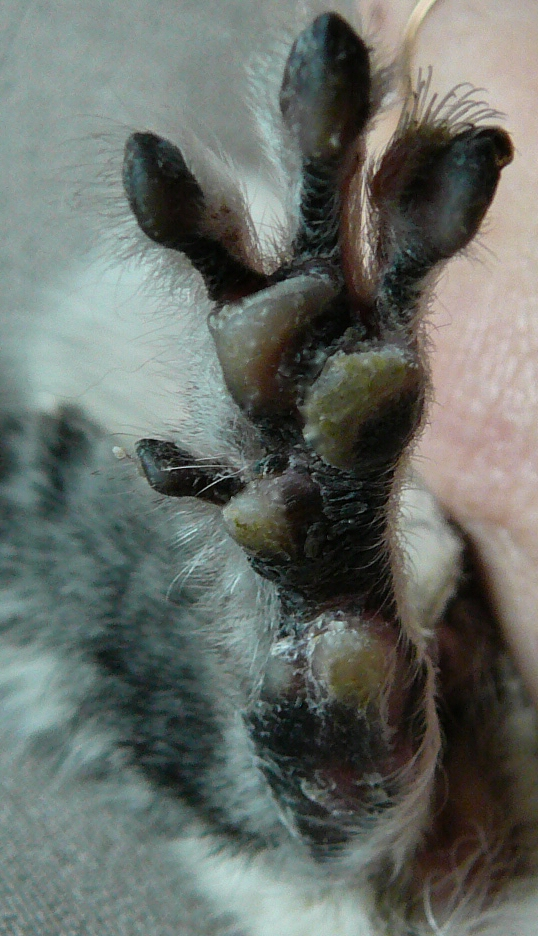
Surface plantaire de la patte arrière
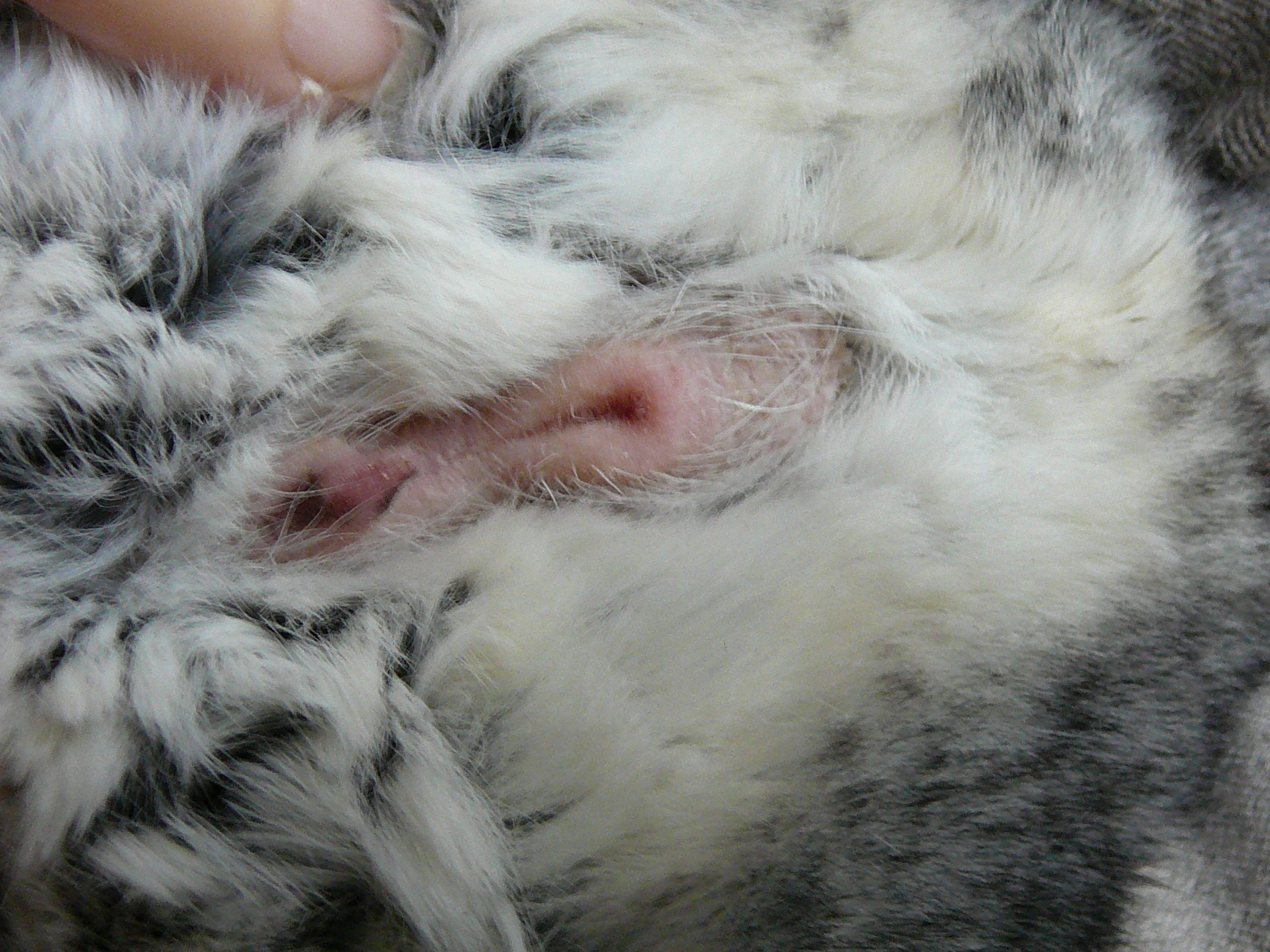
Organes génitaux du mâle
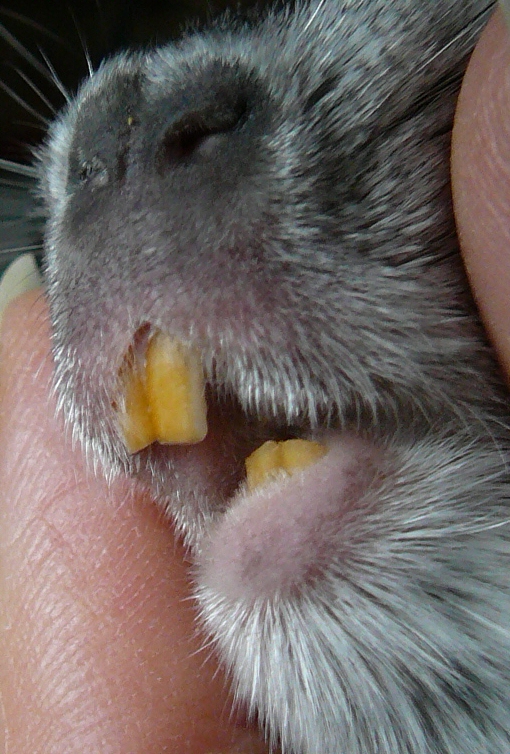
Museau et incisives de couleur jaune orangé
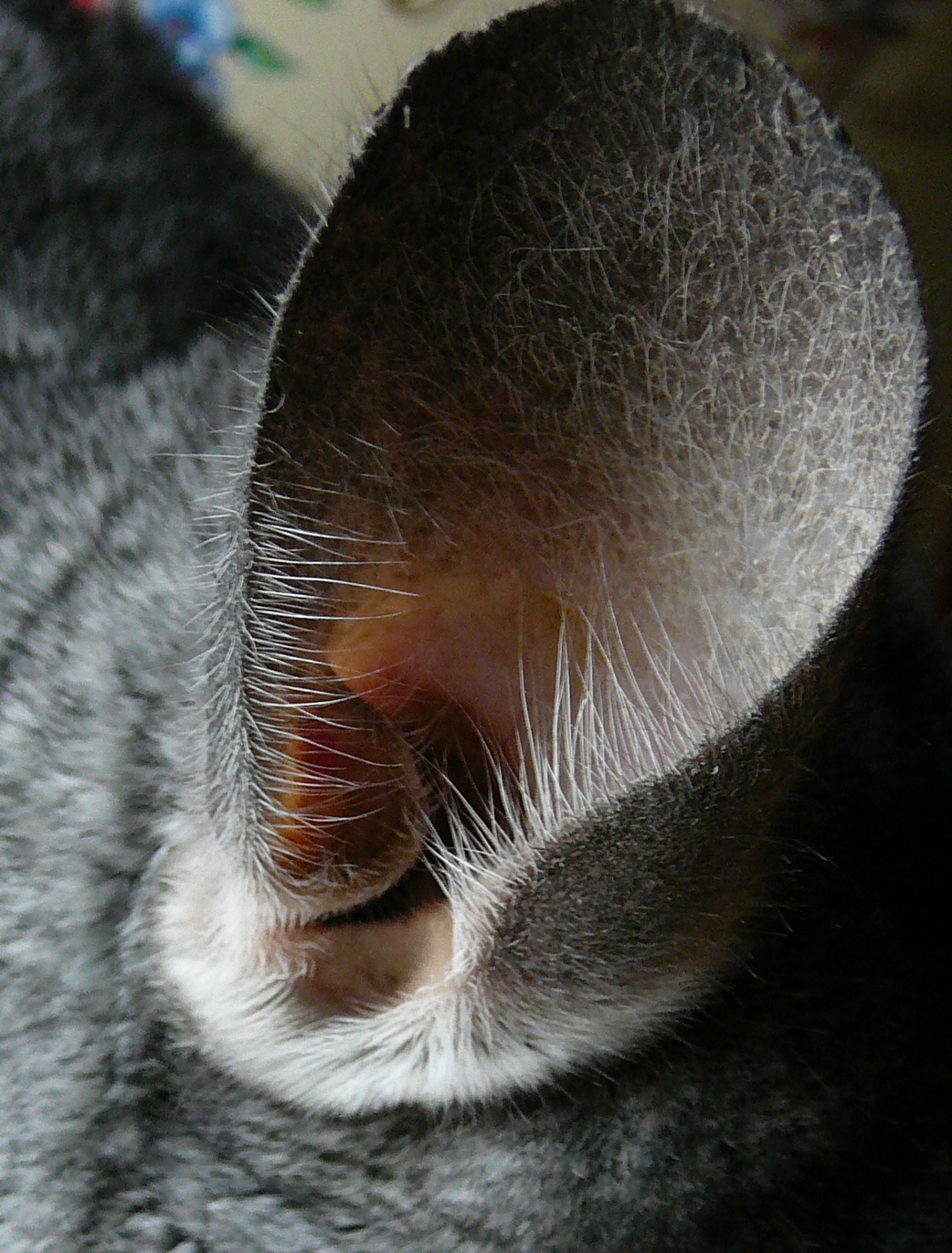
Une oreille
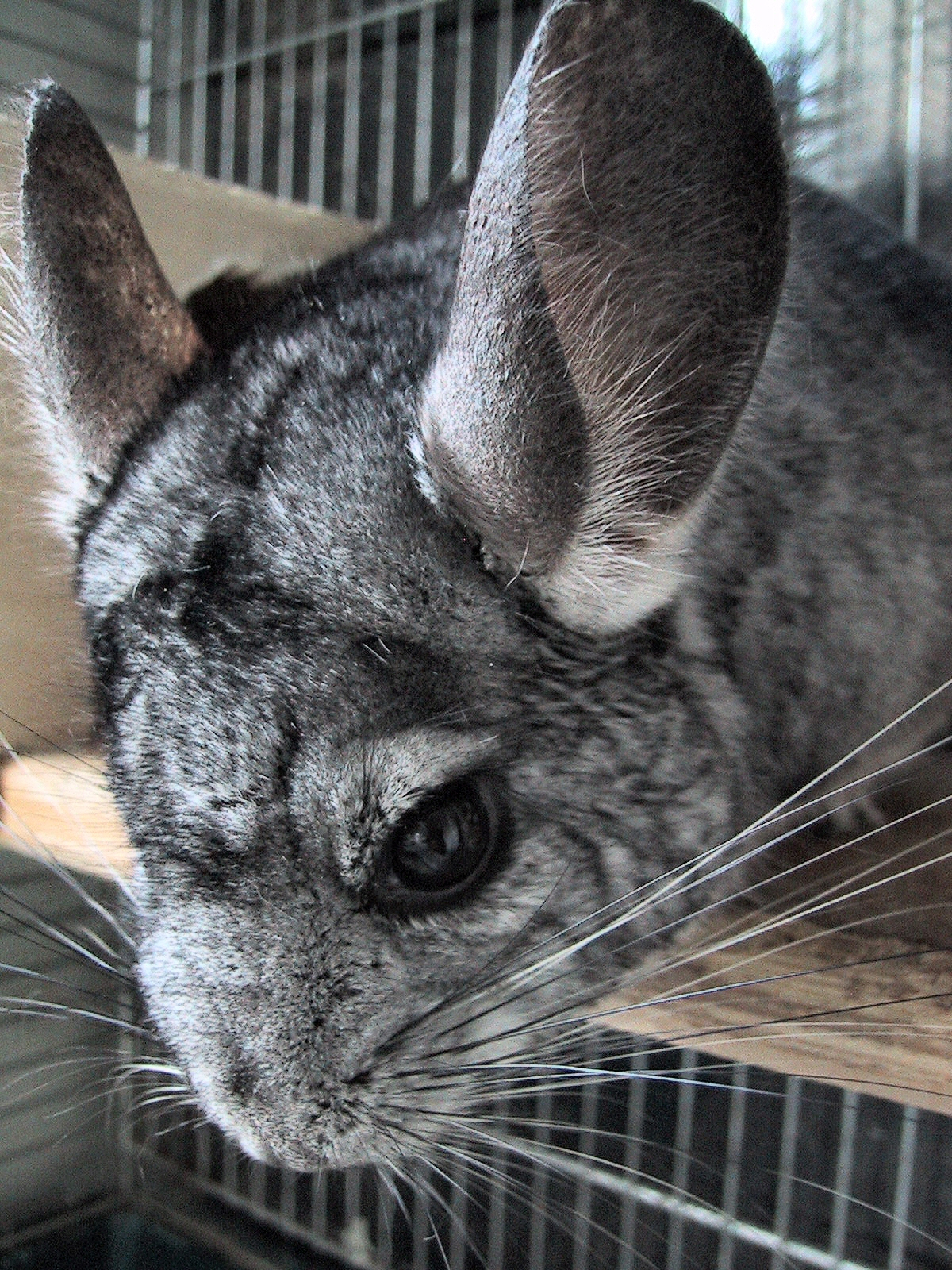
La tête: yeux, oreilles et vibrisses
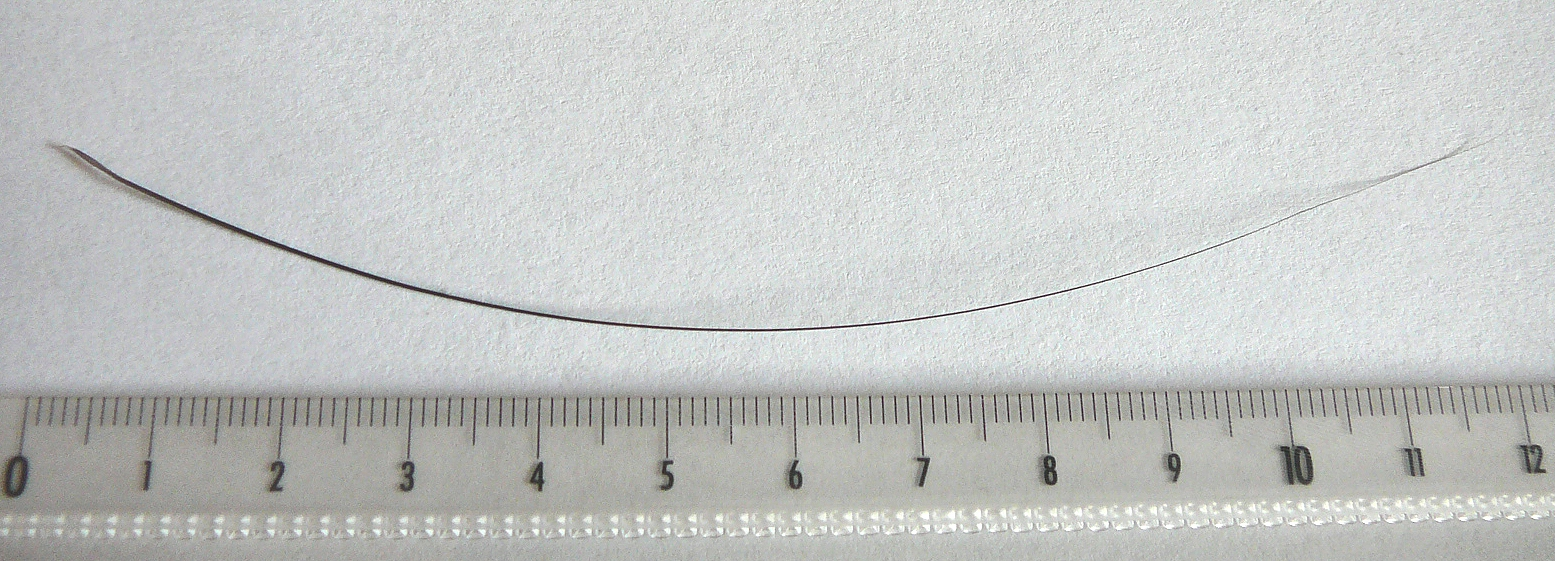
Une vibrisse

Le corps du mâle est plus petit et la distance entre l'anus et l'organe sexuel est plus grande que chez la femelle. Mais le dimorphisme sexuel est peu apparent.
Le chinchilla domestique mesure de 20 à 35 centimètres, sans sa queue faisant elle-même de 15 à 20 centimètres. L'adulte pèse entre 400 et 800 grammes,, son corps est ramassé et pratiquement sans démarcation avec la tête, couvert d'une fourrure dense de couleur variable.
La tête est plus ou moins massive (proche du ch. brevicaudata) ou triangulaire (proche du ch. lanigera) selon les origines génétiques de l'animal. Elle est munie de grandes oreilles rondes et mobiles, presque sans poils, de 6 cm environ. Les yeux sont grands, noirs et ronds. Il existe des mutations albinos aux yeux rouges, ainsi que beige qu'il faut distinguer de l'albinisme et dont le phénotype apporte aussi des yeux rouges ou rubis. Les vibrisses sont larges et partent d'un museau arrondi. La bouche est petite et cache des incisives orangées.
Les quatre membres sont couverts de poils plus courts. Les griffes sont très courtes. La surface plantaire est nue avec des coussinets épais assurant une bonne adhérence et une réception en souplesse en cas de fuite.
Les membres antérieurs sont plus courts, munis de doigts préhensiles au nombre de quatre, plus un cinquième plus court.
Les membres postérieurs, munis de trois doigts, plus un quatrième atrophié, sont plus longs, adaptés au saut ou à la position verticale. L'aplomb au sol utilise toute la partie inférieure située après l'articulation du jarret, et concernant donc la totalité des phalanges. Les membres postérieurs sont donc de dimension comparativement plus développée que chez le lapin, avec un aplomb semblable à celui de la gerboise. Cette adaptation permet au chinchilla d'effectuer des bonds spectaculaires.
La queue est épaisse et de longueur variable selon les origines de l'animal. Recourbée, elle est couverte de poils hérissés de couleur semblable au corps et assez raides, lui donnant un aspect touffu. Elle a un rôle de soutien en position assise et de balancier. Elle se casse facilement dans le but de pouvoir échapper à un éventuel prédateur (Autotomie).
La fourrure est particulièrement dense sur le corps. Comme chez tous les chinchillas, lorsqu’un follicule chez l’homme porte un poil, un follicule chez le chinchilla en porte plus d'une cinquantaine (Meadow, 1969). C’est la fourrure la plus dense des espèces terrestres : 20 000 poils par cm². Sa couleur originelle est le gris - appelé Standard par les éleveurs - mais il existe aujourd'hui de nombreuses mutations : Black velvet, White Wilson, Beige Tower, Ebony…
Particularités du squelette: Comme un Caviidae, il possède une paire de prémolaires. Mais à la différence de ces derniers, ses bulles tympaniques prennent un développement considérable et sa fibula n'est pas soudée au tibia.
Petits :
Les petits ressemblent beaucoup aux adultes car ils naissent complètement formés mais ils ne pèsent que 50 grammes environ à la naissance.

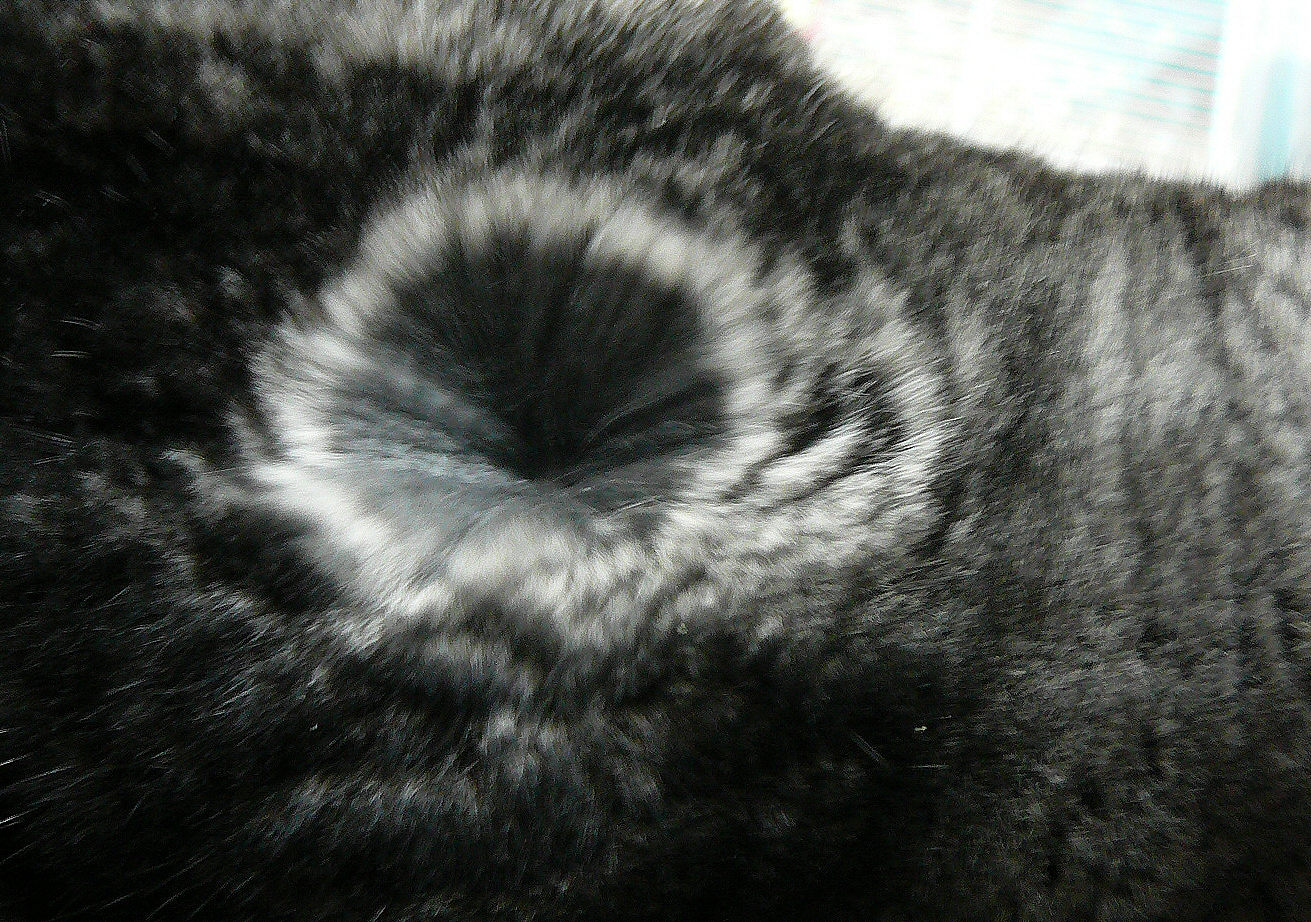
La fourrure est dense et chaque poil de teinte dégradée
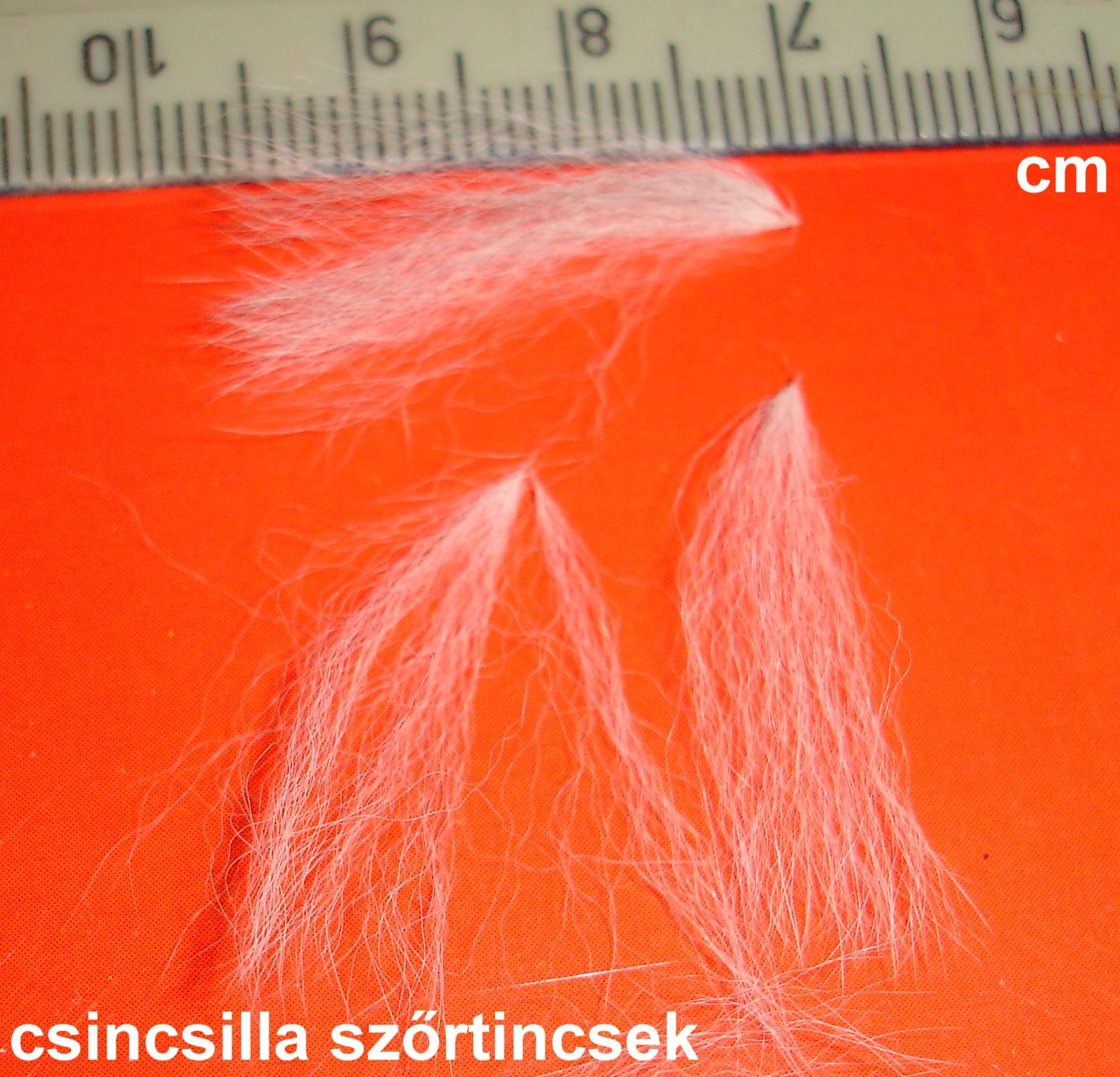
Trois follicules pileux de chinchilla
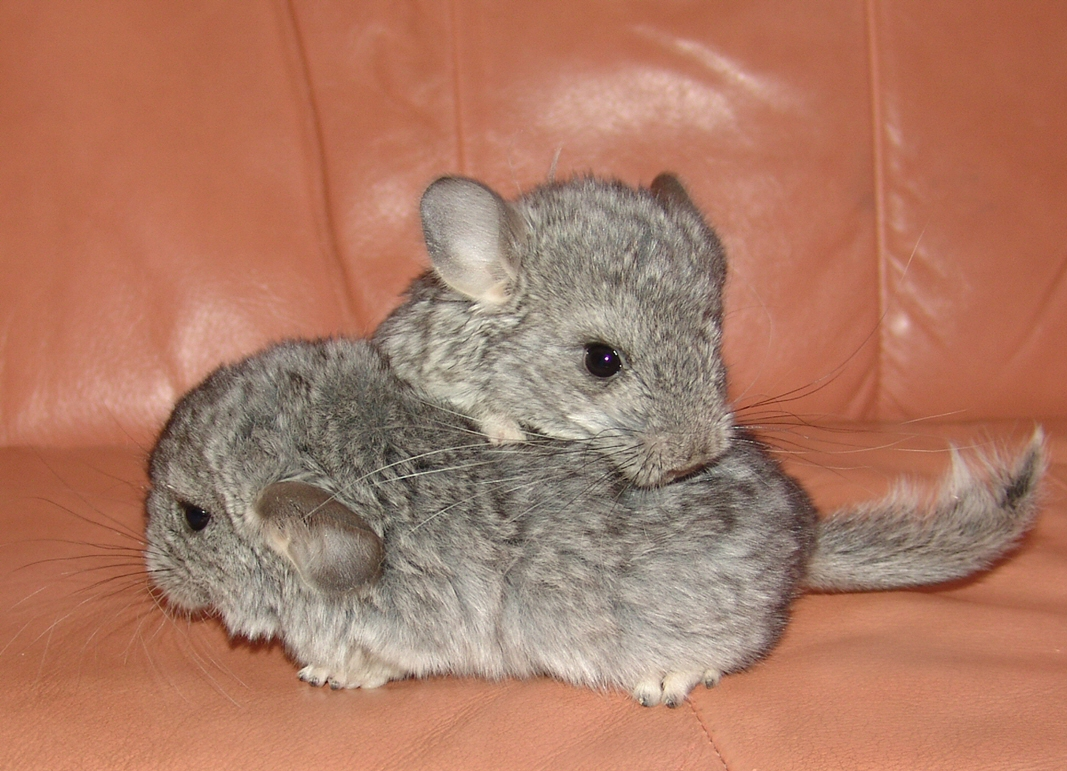
2 jeunes chinchillas domestiques gris standard

### Comportement
C'est un animal nocturne et il est capable de faire des bonds de près d'un mètre en hauteur comme en longueur. Il lui faut donc une très grande cage d'une hauteur minimale d'un mètre, avec des aménagements spécifiques, où le besoin absolu du chinchilla de dormir le jour soit pris en compte.
Dans la nature les chinchillas constituent des groupes composés de plusieurs familles. L'organisation sociale obéit à une hiérarchie stricte, les femelles étant plus dominantes en général que les mâles.
Si les chinchillas vivent en famille dans la nature, il n’en est pas de même en captivité. Pour un comportement social sans problème, la taille et l'aménagement de la cage seront déterminants. Généralement il est conseillé d'avoir deux chinchillas pour le bien-être des animaux. Deux mâles ou deux femelles peuvent cohabiter si les animaux se connaissent depuis leur prime jeunesse ou sont castrés. On peut également tenter d'introduire un congénère de même sexe et non castré plus tardivement si on respecte une période de quarantaine, mais il faudra être vigilant lors des premières rencontres. Une cage très spacieuse est dans tous les cas nécessaire si elle doit abriter plusieurs individus. De plus les chinchillas adoptent des comportements de domination/soumission, établissant une hiérarchie entre les individus. Ainsi le dominant peut priver le dominé de ses vibrisses en les lui rongeant. Ce dernier sera alors désavantagé pour se déplacer, ne pouvant plus compter sur ses vibrisses pour identifier les reliefs du terrain qu'il arpente. Les chinchillas dominant ont également tendance à se tenir au-dessus du dos du dominé, et à réagir fortement si un dominé tente de lui infliger le même traitement.
Le chinchilla est très habile avec ses deux pattes avant : il peut tenir, attraper ou soulever des objets comme de la nourriture. Il peut même arriver à ouvrir sa cage.

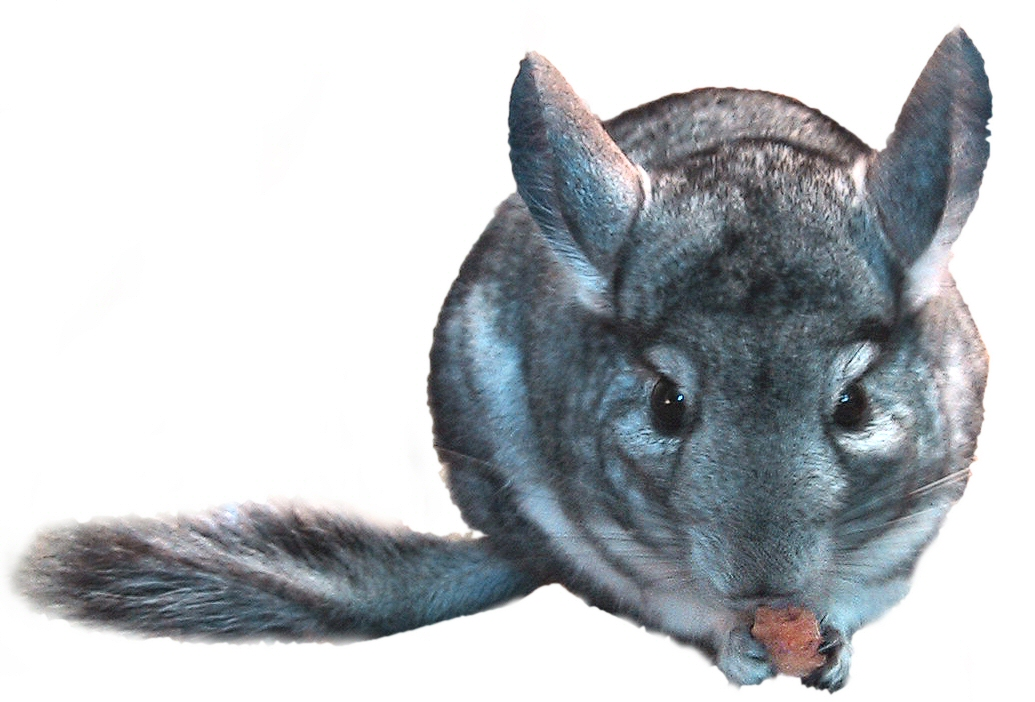
Chinchilla domestique grignotant

Il pousse différents cris, utiles afin de faire passer une émotion (une peur, de l'affection envers ses petits…),
Lorsqu'un chinchilla a peur, le choc peut lui faire perdre des touffes de fourrure. Il faut donc éviter de lui faire peur. De plus, le mâchage de fourrure ou picage (« Fur chewing » en anglais) traduit un sentiment de mal-être et de stress de la part du chinchilla. C'est un animal très émotif, curieux et réceptif, qui nécessite de la délicatesse. Une attitude calme et de la patience seront les maîtres mots pour les apprivoiser, c'est pourquoi on considère que c'est un animal de compagnie inadapté pour de jeunes enfants. Bien apprivoisé, le chinchilla aime la compagnie de son propriétaire et les sorties hors de sa cage deviendront un moment ludique à partager.

#### Alimentation
Une alimentation équilibrée est primordiale, très riche en fibres, mais pauvre en graisses, minéraux et en sucres. Tout changement brutal peut aussi être fatal, car les troubles intestinaux sont responsables de 70 % du taux de mortalité non « naturelle »,.
Puisque le chinchilla n'est pas conscient de ce qui est bon pour lui, son maître se doit de prendre connaissance des erreurs à ne pas commettre:
- 70 à 80 % de foin de graminées bien sec, de préférence de coupe tardive (fléole des prés, brome, mil)
- Aliments pour chinchilla composés de granulés tous identiques (de type pellets) pour éviter qu'il ne trie la nourriture[9].
- Des compléments végétaux peuvent varier éventuellement ce menu, dont il faut s'assurer de la non toxicité au préalable. Occasionnellement il peut ainsi consommer des petits morceaux séchés de branches (pommier, tilleul, noisetier...), de feuilles (pommier, pissenlit, plantain) de fleurs (pissenlit, rose, camomille, cactus...).
- Proscrire les friandises sucrées qui sont l'une des causes premières de diabète[9].

Il est important de savoir que le système digestif du chinchilla est très particulier. Très long et complexe, il a la capacité de digérer la cellulose - ce qui est impossible chez l'homme - et d'exploiter particulièrement bien les fibres, ce afin de résister aux conditions semi-désertiques du milieu dont il est issu. Cette adaptation qu'il a héritée du chinchilla sauvage se retourne contre lui si on lui propose une alimentation trop riche, car c'est une cause de troubles digestifs qui abrègent considérablement son espérance de vie.
L'alimentation artificielle mise au point pour les chinchillas élevés en captivité est le résultat d'années d'études et d'expérimentation. Il convient donc de s'en remettre aux experts et de ne pas se lancer dans des essais alimentaires qui peuvent avoir des conséquences néfastes à long terme.

#### Hygiène
Le chinchilla, originaire de déserts froids et secs craint à égalité la chaleur excessive et l'humidité.
- Chaleur modérée : il préfère des températures moyennes, inférieures à 25 °C. Au-delà sa vie est en danger car il ne dispose pas de glandes sudoripares lui permettant de se refroidir par transpiration[9].
- Local ventilé : supportant mal l'humidité et l'eau sur le pelage, il craint les pièces humides. Il faut donc lui assurer une certaine ventilation mais éviter les courants d'air[9].
- Une cage sûre : Comme pour tout rongeur la cage doit être adaptée à ses occupants, c'est-à-dire constituée et équipée de matériaux adaptés, résistants et d'une totale innocuité (dangers physiques ou toxiques). Elle doit être entretenue régulièrement afin d'éviter maladies, parasites et contagion. Le grillage inox avec des mailles carrées de 10 mm est parfait pour un chinchilla adulte. Si l'on a plusieurs chinchillas, il est utile d'avoir un deuxième compartiment afin de séparer des individus se disputant, les combats pouvant dégénérer et aller jusqu'à la mort ; en cas de mise-bas, pour séparer la mère et éviter qu'elle ne soit prise par le mâle ; ou à des fins de quarantaine en cas de maladie suspectée contagieuse.
- Exercice : Le chinchilla est adapté à la course et au saut. S'il ne dispose pas d'une très grande cage on doit lui assurer des sorties fréquentes ; en milieu sécurisé car c'est un rongeur curieux[10].

La législation suisse prévoit ainsi, au minimum, une surface de 0,5 m2 pour un volume de 0,75 m3 pour deux individus avec 0,2 m2 en plus par animal supplémentaire, avec une possibilité de retrait en hauteur.
- L'hygiène quotidienne du rongeur est assurée par un bain de sable doux ultra-fin, sans silice, absorbant l'excès de sébum dans sa fourrure[9]. L'adjonction de soufre micronisé à la terre à bain permet de prévenir le développement de certaines mycoses. Il ne faut jamais mouiller un chinchilla car il y a un trop fort risque de refroidissement avant qu'il ne soit entièrement sec[14].

#### Santé
En captivité, les chinchillas ont une espérance de vie pouvant aller de 15 à 20 ans à condition qu'il ait été correctement traité. Ils sont capables de se reproduire jusqu'à 15 ans (Nowak 1999).
Les individus gris standard sont de manière générale plus « costauds » que leurs semblables nés de mutations qui, d'une certaine manière affaiblissent l'espèce. Ainsi, à titre d'exemple, les chinchillas noirs velvet ont davantage de risques cardiaques que les gris standard (anomalie induite par le gène responsable de la couleur noire du chinchilla).
Adaptés aux conditions extrêmes dans la nature, les chinchillas ont en général une bonne santé et sont rarement malades si on respecte les règles d'hygiène et d'alimentation qui lui sont nécessaires. Près de 90 % des maladies rencontrées en consultation sont causées par l'ignorance du propriétaire.
Le chinchilla est alors sujet aux problèmes de santé suivants :
- diarrhée
- constipation
- spasmes
- mycoses
- inflammations des yeux
- refroidissement
- infections diverses

Il peut être facilement victime d'un coup de chaleur au-dessus de 25 °C, si toutefois le taux d'hygrométrie est élevé.
Il est aussi sensible à la listériose et au diabète.
L'alopécie est due à une carence alimentaire grave.
La pousse anormale des dents, ou malocclusion dentaire, est le plus souvent héréditaire. Elle occasionne parfois de grandes souffrances, elle peut aller jusqu'à perforer le crâne de l'animal à long terme,.
La stase gastro-intestinale: le système digestif s'immobilise, les intestins et l'estomac cessent de se contracter. La stase gastro-intestinale peut être primaire ou secondaire à un problème sous-jacent (malocclusion dentaire, infection, maladie métabolique, stress, etc)[réf. nécessaire]
Il peut contracter un parasite intestinal mortel pour lui, le Giardia lamblia (autrefois appelé Lamblia intestinalis ou encore connu sous le nom de Giardia duodenalis ou de Giardia intestinalis). Ce parasite flagellé, du groupe des protozoaires infecte le tractus gastro-intestinal et est la cause de la lambliase (aussi appelé giardiase). La précaution de base pour éviter la contamination de l'animal est d'employer une eau embouteillée, permettant ainsi de ne pas l'exposer à ces parasites infestant l'eau (des réseaux communaux défectueux, des puits, etc.)[réf. nécessaire]
En cas d'hospitalisation il est préférable de disposer d'une pièce noire qui respecte le sommeil diurne du chinchilla et les anesthésies se réalisent exclusivement sous anesthésie volatile.

#### Reproduction

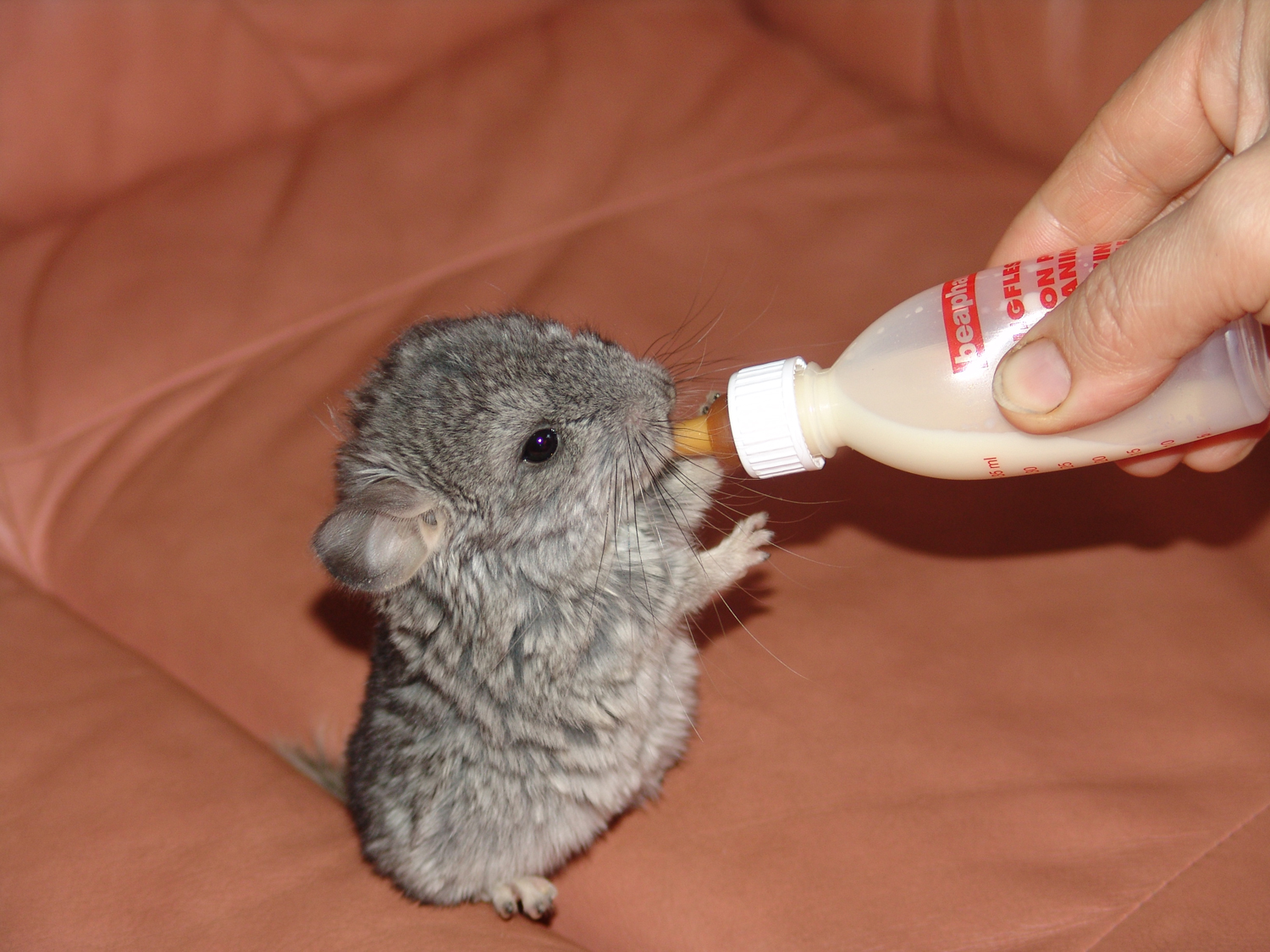
Jeune chinchilla complémenté au biberon

- L'âge de la mise à la reproduction est de 8 mois et dure quasiment toute la vie du mâle, mais de 6 à 7 ans pour les femelles.
- La saison de rut se situe entre novembre et mai.
- Le cycle d'ovulation est de 28 jours comme les humains.
- La durée de la gestation est au minimum de 111 jours, en moyenne de 113 jours, ce qui est long pour un rongeur (Weir, 1974).
- La femelle peut être refécondée immédiatement dans les 72 heures après la mise bas.
- Le nombre de portées par an est de 2 à 3, avec une moyenne de 2,5 bébés.
- Le poids à la naissance est de 40 à 60 grammes (les petits naissant à moins de 35 grammes ont des chances de survie très faible). Les nouveau-nés ont des poils et les yeux ouverts comme les petits du cochon d'Inde. Ils sont très rapidement autonomes.
- Le sevrage dure de 6 à 8 semaines ce qui équivaut à un poids de 160 grammes atteint.

## Élevage et domestication
La domestication du chinchilla est récente, puisqu'en dehors d'animaux isolés, l'espèce n'a été élevée qu'à partir du début du XXe siècle.
De 1895 à 1923 les tentatives d’élevage de l’une ou l’autre des espèces furent vouées à l’échec :
- Le Chinchilla lanigera pour cause de maladie ou de stress,
- le Chinchilla brevicaudata pour cause de faillite (les 300 individus obtenus furent vendus à l’export)[18].

À partir de 1923, les chinchillas sont élevés en captivité avec succès par Mathias F.Chapman qui demanda l'autorisation au gouvernement chilien de capturer et de rapporter 11 individus aux États-Unis, dont 3 femelles. Ils sont donc issus de chinchilla lanigera sauvages, capturés près de Potrerillos, bien que leur fourrure soit moins recherchée.
Les fermes d’élevage se sont multipliées ensuite de par le monde, malgré de nombreux déboires financiers pour les petits éleveurs.
Entre 1936 et 1946, à la connaissance du gouvernement chilien, 132 chinchillas furent achetés par les États-Unis et 40 par la Norvège.
Au début des années 1950, au Chili, il y avait 4 principales fermes d’élevage totalisant 2 000 chinchillas. On estimait que les fermes seraient rentables pour la fourrure à partir de 1 000 femelles reproductrices et qu’alors les exportations de chinchillas pourraient cesser.
À la même époque de nombreux pays européens comme la Norvège, l’Allemagne de l'Ouest, la Suède, la Suisse, le Danemark, l’Union soviétique ou l’Italie avaient des cheptels bien établis.

### Évolution de l'espèce en élevage
Les animaux d'élevage étant issus de deux espèces sauvages ce sont des hybrides. Au fil des années sont apparues des mutations successives qui justifient sa qualification d'animal domestique.
Les essais de réintroduction au Chili de chinchillas d’élevage ainsi que les tentatives d’introduction en Californie, Tadjikistan ou au Chili ont échoué jusqu'à présent (Jiménez, 2006).

#### Problèmes génétiques
Le croisement des espèces sauvages entre elles a donné des mâles stériles et des femelles fertiles. On a pu croiser ces femelles avec les mâles des deux espèces mais les mâles de la portée obtenue sont stériles également (Morris, 1965).
Les élevages perpétuent l’espèce domestique, sélectionnée par croisement successifs avec toutefois des apports de rares individus des deux espèces sauvages (Jiménez).

#### Les robes
De multiples variétés sont obtenues par croisements successifs, y compris des individus bicolores ou frisés comme des moutons (locken en anglais).
Pour savoir comment seront les petits d'une portée il existe des calculateurs de croisements sur Internet.
Attention : toutes les couleurs de chinchillas ne peuvent pas se reproduire entre elles. En effet, les mutants possèdent des gènes létaux qu’ils ne faut pas croiser. D’une manière générale, les mutants dits « velours » (velvet en anglais) ne doivent pas être croisés entre eux, ni les blancs (même mosaic ou silver) ou autres mutations colorées, car 25% des petits peuvent ne pas être pas viables. Il faut se méfier également du gène « wilson ». Un chinchilla standard peut se reproduire avec n’importe quelle couleur.

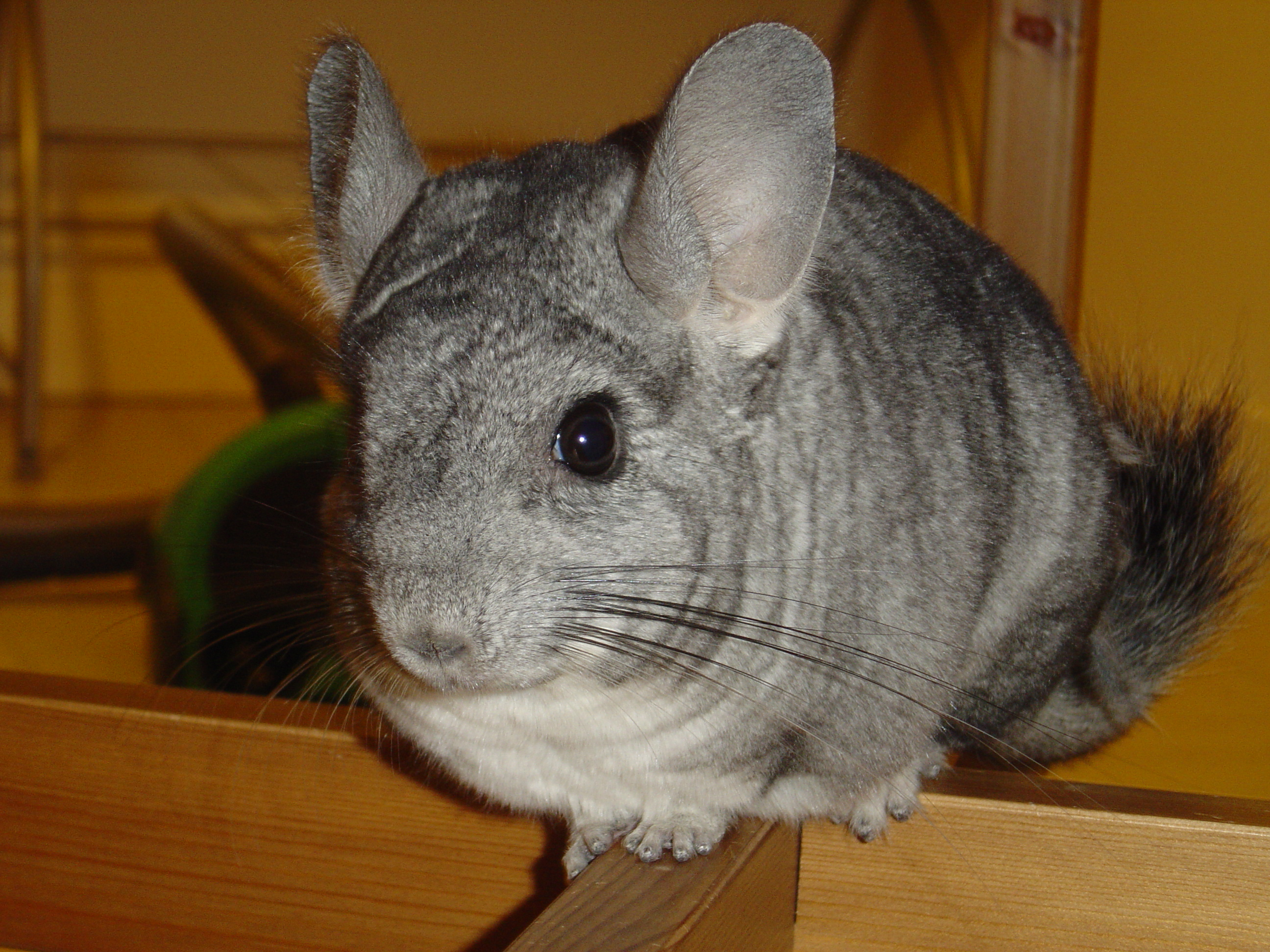
Chinchilla gris standard
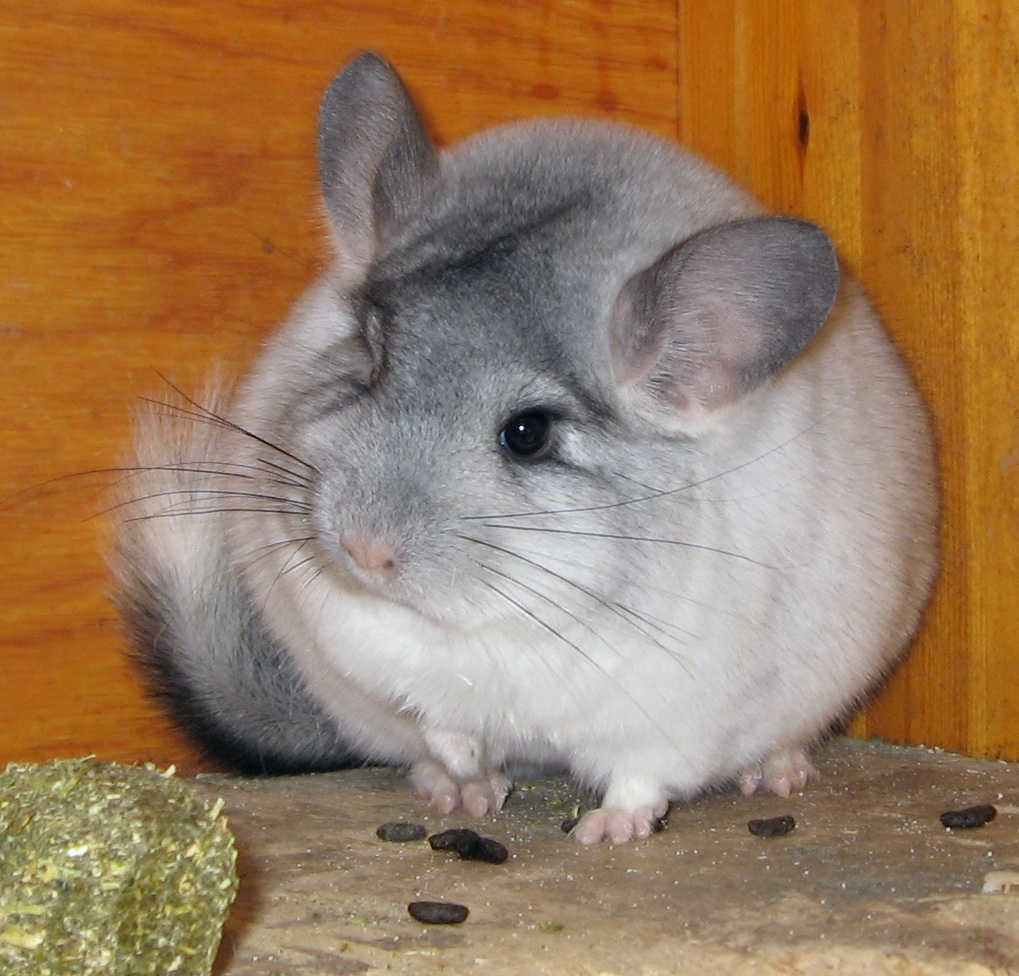
Chinchilla « Silver Mosaic  »
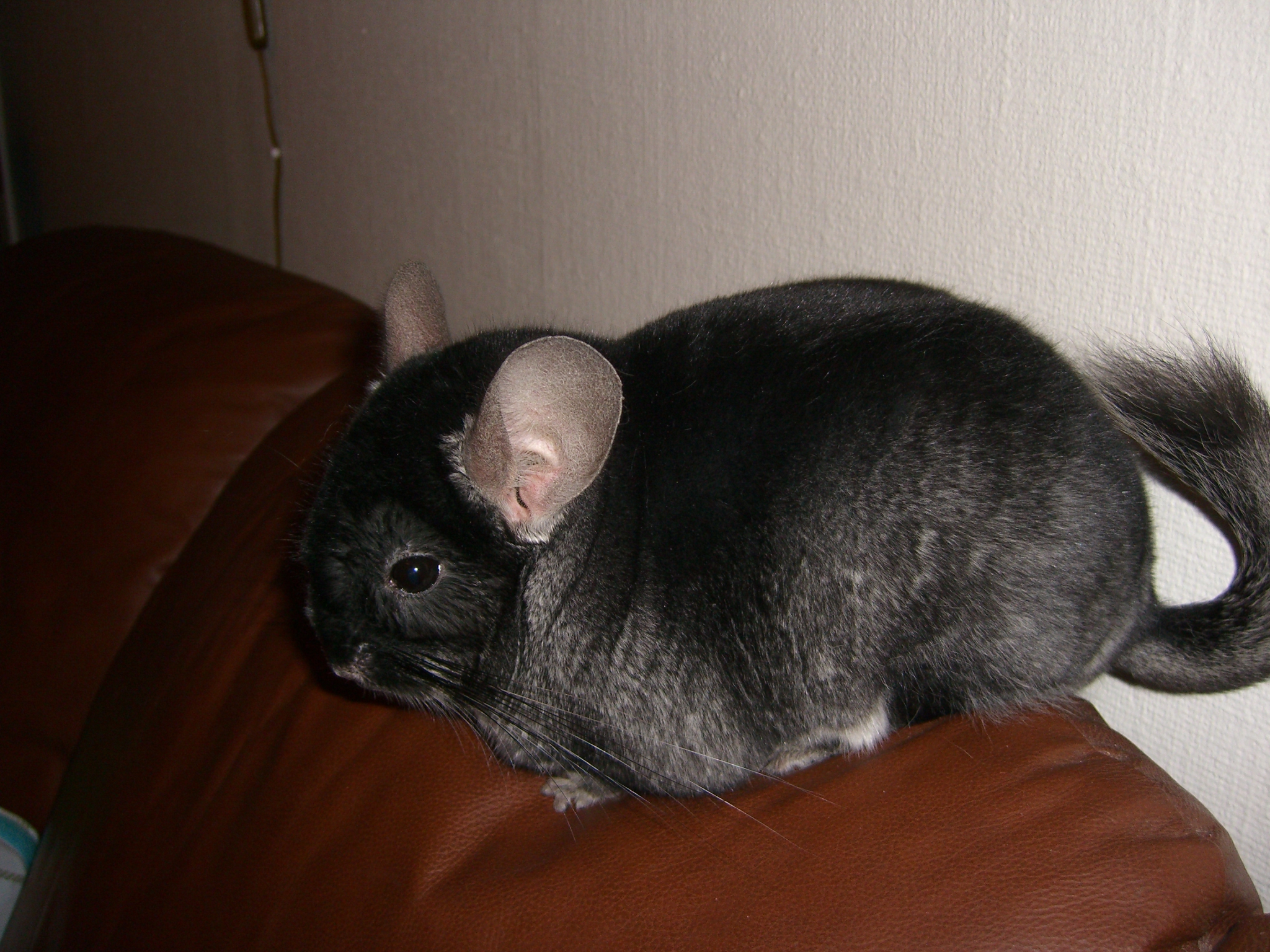
Chinchilla « Black Velvet » (champion norvégien)
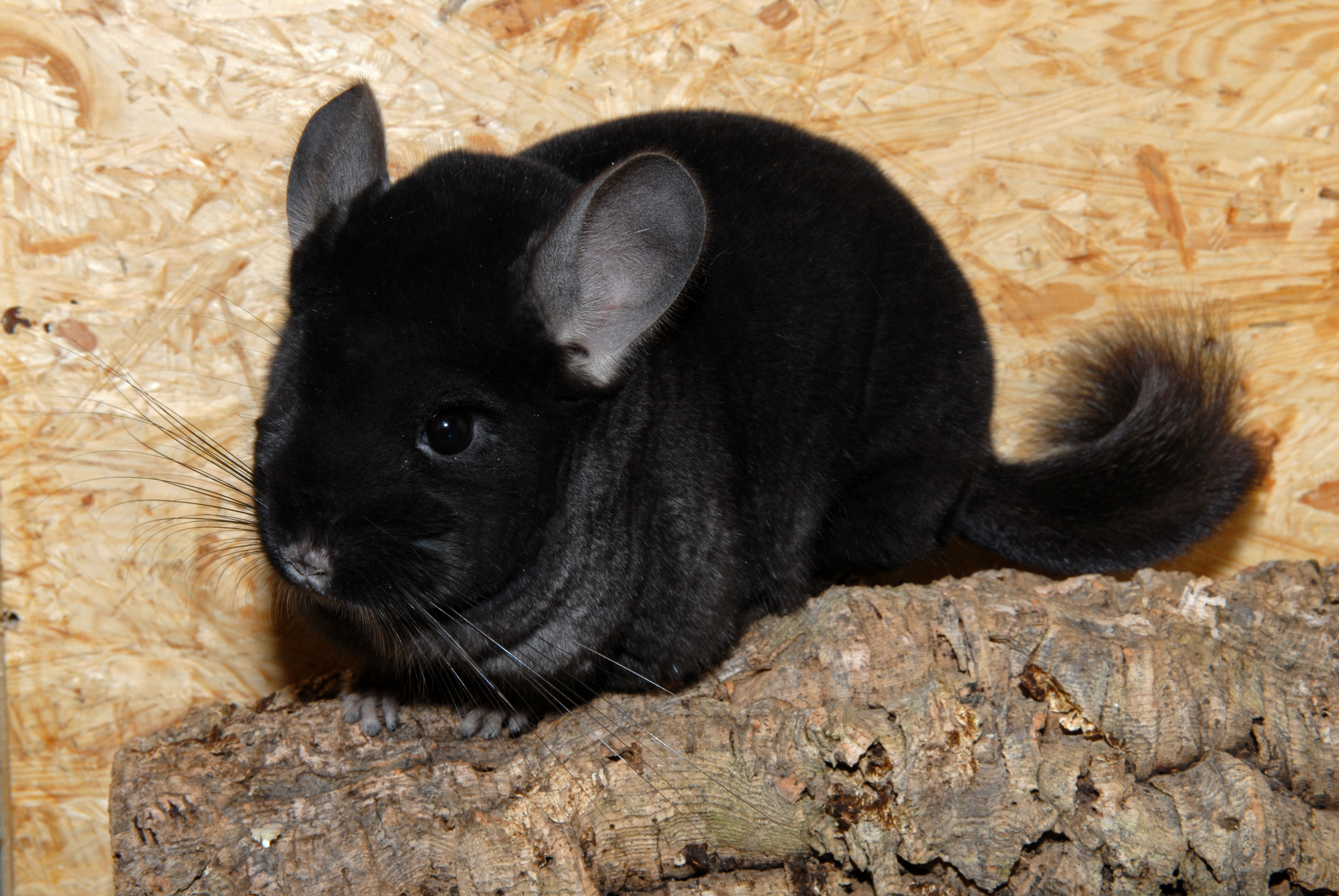
Chinchilla « Ebony Velvet »

### Élevage et éthique

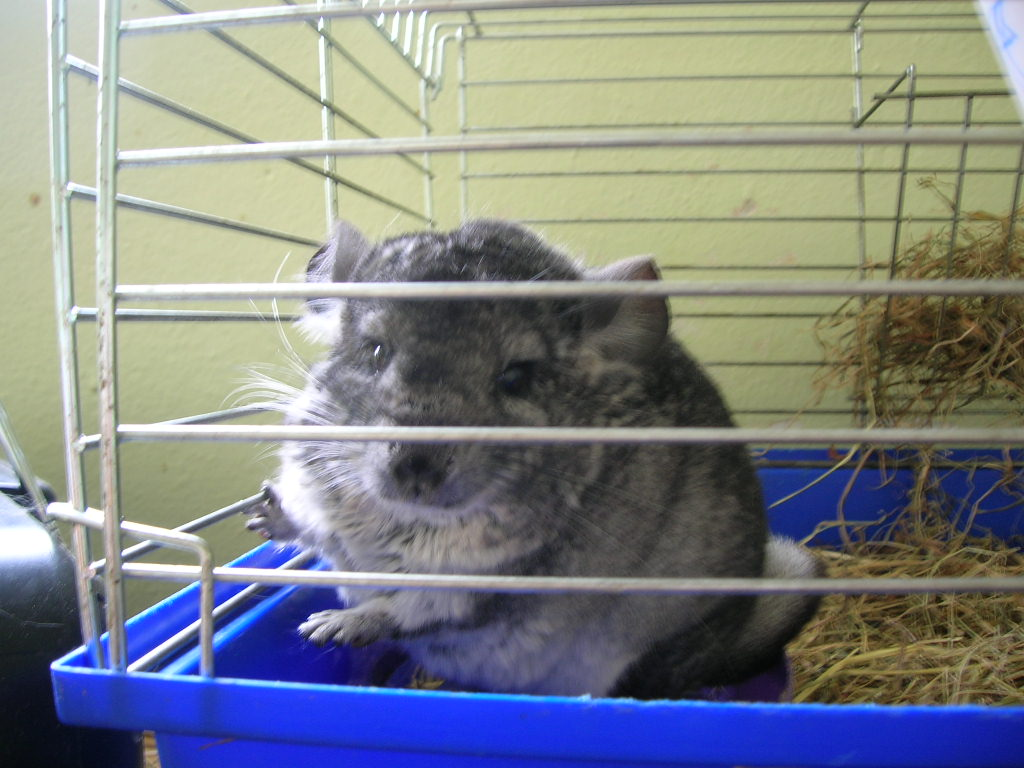
Chinchilla domestique standard chez un particulier, conservé dans une cage à cochon d'Inde, inadaptée faute d'une hauteur suffisante pour sauter.

Les conditions d'élevage du chinchilla, comme pour tout animal captif, doivent répondre à des normes minimales assurant son bien-être.
En 1994, des films montrant la mise à mort par électrocution génitale dans une ferme de Sonoma Valley, Californie, ont dénoncé la cruauté et la souffrance du procédé. L'association médicale des vétérinaires américains précise dans ses directives qu'un tel mode d'euthanasie ne devrait être pratiqué que sur des animaux déjà inconscients.
En 2001, une étude européenne (CCSBA) des élevages a dénoncé la cage standard comportant des sols grillagés comme ne correspondant pas à leurs besoins. Les chinchillas qui sautent se blessent en se cognant au plafond trop bas pour eux. Les animaux développent des conduites anormales comme l'automutilation : ils s'attaquent entre autres à leur propre fourrure en la mordant. La méthode de mise à mort pour les chinchillas est l'injection.
Le 22 juin 2009 le Conseil de l'Europe a trouvé un accord politique sur un nouveau règlement concernant la protection des animaux au moment de leur mise à mort.
En Suisse, une législation rigoureuse interdit l'élevage intensif en cages. En captivité, les soins ainsi que la dimension des enclos sont précisément encadrés par l'Ordonnance sur la protection des animaux(OPAn). 
Les Pays-Bas, puis le Royaume-Uni en 2003, ont interdit l'élevage du chinchilla.
La fourrure de l'Orylag issu du lapin Rex a une douceur et un coloris presque comparable. De plus sa peau est plus solide et plus grande que celle du chinchilla. L'INRA tente de la remplacer peu à peu dans la faveur des grands couturiers. D'autant plus que la chair de l'Orylag est appréciée, ce qui atténue pour certains les problèmes d'éthique.

## Utilisation du chinchilla domestique

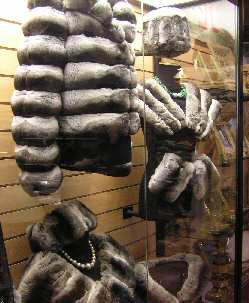
Des vêtements en chinchilla d'élevage en vente en 2006.

Le chinchilla domestique, issu d'élevages en captivité, est reconnu officiellement comme animal domestique par la législation française et internationale. Par conséquent, contrairement aux autres chinchillas, ce n'est pas une espèce protégée.

### Fourrure
Ce serait le pelage le plus dense connu. Lorsqu'un follicule chez l'homme porte un poil, un follicule chez le chinchilla porte plus de 50 poils (Meadow, 1969). La douce fourrure du chinchilla a failli causer sa disparition à l'état sauvage jusqu'à ce que son élevage domestique sauve l'espèce.
La Fédération Internationale de la Fourrure estime que 200 000 peaux sont produites annuellement, dont une majorité par les élevages des États-Unis. Une peau se négocie jusqu'à 98 US$ (UICN 1994). Le Japon est le principal acheteur, suivi par la Corée du Sud et la Chine (UICN 1994)

### Animal de compagnie

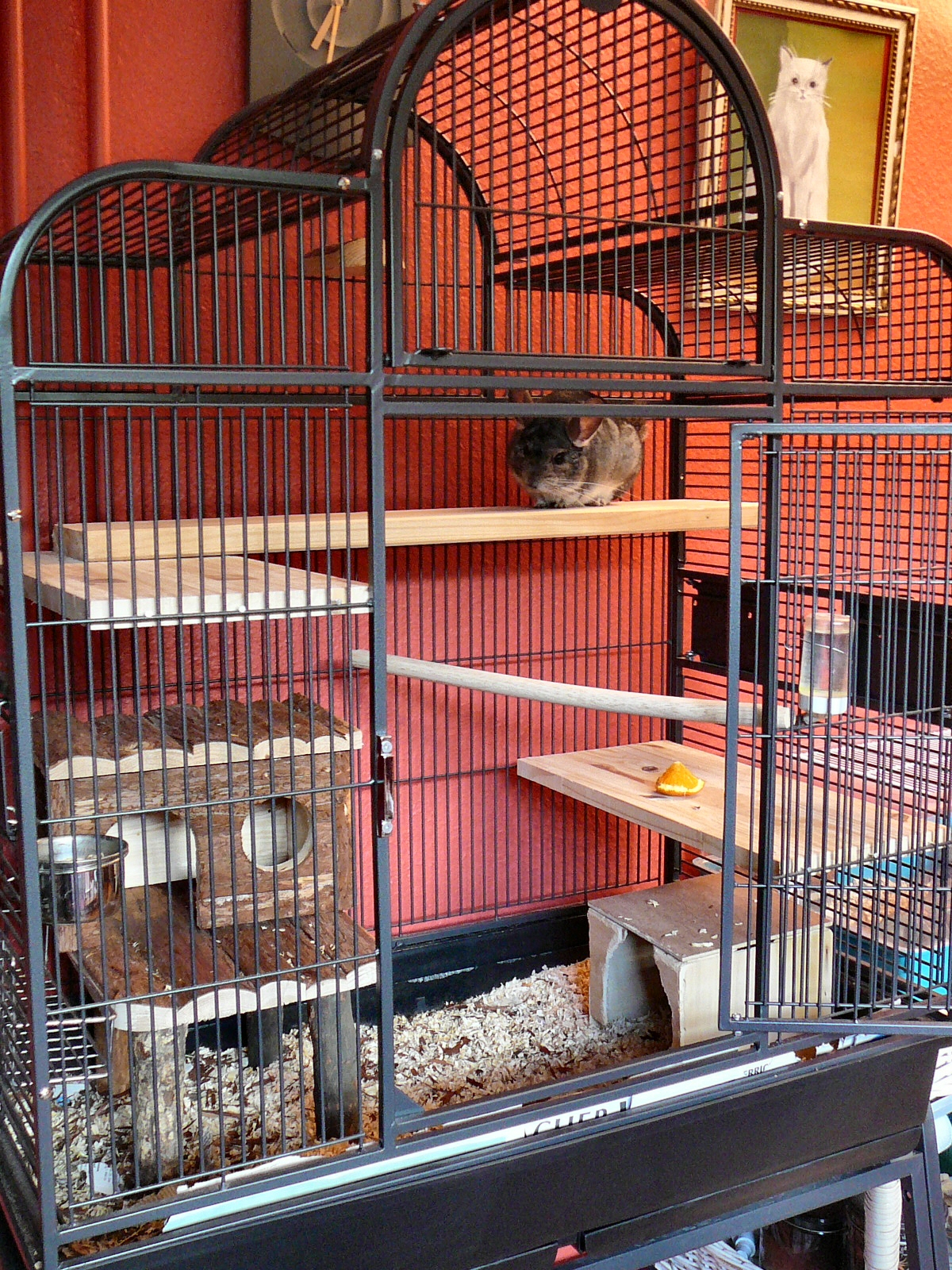
Le chinchilla a besoin d'une très grande cage. Pour un couple, cette volière est un minimum (environ 100x60x100 cm) à condition de les sortir souvent. Déconseillé toutefois aux individus qui rongent le grillage.

Déjà à l'époque précolombienne, les Sud-Amérindiens Chinchas appréciaient le chinchilla comme animal de compagnie.
Le chinchilla n'est pas un bon animal de compagnie pour les enfants. En effet c'est un animal qui doit être manipulé avec soins car il a comme mécanisme de défense, utile dans la nature, de perdre des touffes de fourrure ou une partie de sa queue (Autotomie) lorsqu'il craint qu'un prédateur l'attrape. De plus, pour le garder en bonne santé, il faut respecter son rythme d'animal nocturne, surveiller son l'équilibre alimentaire et la température ambiante, et surtout lui offrir un grand espace vital : l'idéal serait une pièce entière.